# Pamulihan (Pamulihan)
Pamulihan is een bestuurslaag in het regentschap Sumedang van de provincie West-Java, Indonesië. Pamulihan telt 7076 inwoners (volkstelling 2010).